# Dippach (Türingia)
Dippach település Németországban, azon belül Türingiában. Lakosainak száma 1071 fő (2017. december 31.).

## Népesség
A település népességének változása:

| 2017 | 1 071 |